# Heather Morris
Heather Elizabeth Morris (Thousand Oaks, 1 februari 1987) is een Amerikaans actrice en danser. Ze is vooral bekend door haar rol als Brittany Pierce in de televisieserie Glee.
Heather werd geboren in Thousand Oaks maar groeide op in Scottsdale. Ze trad voor het eerst op de voorgrond in 2006, toen ze deelnam aan de preselecties van het tweede seizoen van So You Think You Can Dance. Ze geraakte net niet bij de laatste 20 kandidaten, maar ze gaf niet op en besloot te verhuizen naar Los Angeles om een carrière als danseres uit te bouwen. Haar grote doorbraak kreeg ze in 2007, toen ze gevraagd werd door Beyoncé om mee te gaan op wereldtournee. Ze gingen zelfs samen voor een tweede keer op tournee en kreeg daarna een kleine rol in de film Fired Up. Zo kreeg ze ook enkele kleinere rolletjes in series als Eli Stone en Swingtown.
Toen ze gevraagd werd om aan de acteurs van de serie Glee het dansje van Beyonce's Single Ladies aan te leren, bleek dat de show net op zoek was naar een derde cheerleader. Ze kreeg de rol en stilaan groeide haar aandeel in de reeks, zeker toen de schrijvers ontdekten dat Heather een gave heeft voor oneliners. Zo werd ze in het tweede seizoen een volwaardig lid van het koor (en van de show) en kreeg al meteen haar eigen aflevering: Britney/Brittany.

## Discografie
- Glee: The Music, Volume 1 (2009)
- Glee: The Music, Volume 2 (2009)
- Glee: The Music, The Power of Madonna (2010)
- Glee: The Music, Volume 3 Showstoppers (2010)
- Glee: The Music, Journey to Regionals (2010)

- Gemeinsame Normdatei: 1280296879
- International Standard Name Identifier: 0000 0003 5614 601X
- Library of Congress Control Number: no2011150097
- MusicBrainz: 40f867a5-466e-4cfb-bab3-687ac95d420d
- Virtual International Authority File: 177729019
- WorldCat: E39PBJvmR6Mqq3CQpFXyb3wcT3